# Topònims del Meüll
Llistat de topònims del poble del Meüll, pertanyent a l'antic terme municipal de Mur, actualment integrat en el de Castell de Mur, al Pallars Jussà, presents a la Viquipèdia.

## Castells
- Castell del Meüll

## Corrals
- Corral de la Plana

## Esglésies

### Romàniques
| - Sant Martí del Meüll | - Sant Gregori del Mas d'Eloi |  |  |

## Masies (pel que fa als edificis)
| - Casa Auberola - Masia del Castell - Mas de Condó | - Casa del Coscó - Casa Cumons - Mas d'Eloi | - Mas de Falset - Casa Farmicó - Mas de l'Hereu | - Casa la Rosa - Casa Sallamana - Sellamana |

## Geografia

### Boscs
- La Rebollera

### Camps de conreu
| - Les Borrelles de Dellà - Les Borrelles de Deçà - Carboner | - Trossos del Castell - Los Trossos de Condó - Trossos de Falset | - Tros de Farmicó - Les Feixes - Censada de Sellamana | - Tros de Sellamana - Los Trossos |

### Cingleres
- Cingle de la Serra

### Corrents d'aigua
| - Llau de les Bancalades - Lo Barranquill - Barranc del Comunalet | - Barranc del Coscó - Barranc d'Eloi - Barranc de Francisquet | - Barranc Gros - Barranc de la Marieta - Barranc del Meüll | - Barranc de la Plana, de Farmicó - Barranc de la Plana, del Meüll |

### Costes
- Costa del Rei

### Diversos
| - L'Arbul del Llop - Les Artigues - L'Auberola - Les Alzines - Les Barranques | - Cabicerans - Censada - Lo Comunalet - Lo Coscó | - Los Cumons - Lo Ginebrell - Forat Negre - Lo Perrot | - Els Pous - Els Prats - Sellamana - Les Tres Creus |

### Entitats de població
- El Meüll

### Masies (pel que fa al territori)
| - Casa Auberola - Masia del Castell - Mas de Condó | - Casa del Coscó - Casa Cumons - Mas d'Eloi | - Mas de Falset - Casa Farmicó - Mas de l'Hereu | - Casa la Rosa - Casa Sallamana - Sellamana |

### Muntanyes
- Tossal de les Barranques

### Obagues
| - Obaga del Barranc - Obaga del Coscó | - Obagueta de Falset - Obac de Ferriol | - L'Obaguet, del Meüll | - L'Obagueta |

### Planes
| - Lo Camp - La Plana | - Lo Planell | - Els Plans | - Planell de Sallamana |

### Serres
| - Serra d'Arbul - Serrat de les Bancalades | - Serra de Carboner - Serra del Castell | - La Cornassa - Serra del Coscó | - Serra del Meüll - Lo Serrat |

### Solanes
- Solana de Cordillans

### Vedats
| - Vedat de Batllevell | - Vedat de Farmicó |  |  |

### Vies de comunicació
| - Camí de l'Auberola - Camí de Cabicerans - Camí de la Censada - Camí de Castellnou, per Casa Auberola - Camí de Castellnou, des del Meüll | - Camí del Coscó - Camí de Farmicó - Camí del Mas de Condó - Camí del Mas de Falset | - Camí del Mas de l'Hereu - Camí dels Masos - Camí del Meüll - Camí de Purredó | - Camí de Sellamana - Camí de la Serra - Camí de la Serra d'Estorm - Camí de Tremp a Alsamora |